# Seznam medailistů na halovém mistrovství světa v běhu na 60 m překážek

## Muži
| Rok  | Místo        | Zlato                            | Výkon vítěze                     | Stříbro                          | Bronz                              |
| ---- | ------------ | -------------------------------- | -------------------------------- | -------------------------------- | ---------------------------------- |
| 1985 | Paříž        | Stéphane Caristan                | 7,67                             | Javier Moracho                   | Jon Ridgeon                        |
| 1987 | Indianapolis | Tonie Campbell                   | 7,51                             | Stéphane Caristan                | Nigel Walker                       |
| 1989 | Budapešť     | Roger Kingdom                    | 7,43                             | Colin Jackson                    | Igors Kazanovs                     |
| 1991 | Sevilla      | Greg Foster                      | 7,45                             | Igors Kazanovs                   | Mark McKoy                         |
| 1993 | Toronto      | Mark McKoy                       | 7,41                             | Colin Jackson                    | Tony Dees                          |
| 1995 | Barcelona    | Allen Johnson                    | 7,39                             | Courtney Hawkins                 | Tony Jarrett                       |
| 1997 | Paříž        | Anier García                     | 7,48                             | Colin Jackson                    | Tony Dees                          |
| 1999 | Maebaši      | Colin Jackson                    | 7,38                             | Reggie Torian                    | Falk Balzer                        |
| 2001 | Lisabon      | Terrence Trammell                | 7,51                             | Anier García                     | Shaun Bownes                       |
| 2003 | Birmingham   | Allen Johnson                    | 7,47                             | Anier García                     | Liou Siang                         |
| 2004 | Budapešť     | Allen Johnson                    | 7,36                             | Liou Siang                       | Maurice Wignall                    |
| 2006 | Moskva       | Terrence Trammell                | 7,43                             | Dayron Robles                    | Dominique Arnold                   |
| 2008 | Valencie     | Liou Siang                       | 7,46                             | Allen Johnson                    | Staņislavs Olijars Evgeniy Borisov |
| 2010 | Dauhá        | Dayron Robles                    | 7,34                             | Terrence Trammell                | David Oliver                       |
| 2012 | Istanbul     | Aries Merritt                    | 7,44                             | Liou Siang                       | Pascal Martinot-Lagarde            |
| 2014 | Sopoty       | Omo Osaghae                      | 7,45                             | Pascal Martinot-Lagarde          | Garfield Darien                    |
| 2016 | Portland     | Omar McLeod                      | 7,41                             | Pascal Martinot-Lagarde          | Dimitri Bascou                     |
| 2018 | Birmingham   | Andrew Pozzi                     | 7,46                             | Jarret Eaton                     | Aurel Manga                        |
| 2020 | Nanking      | zrušeno kvůli pandemii covidu-19 | zrušeno kvůli pandemii covidu-19 | zrušeno kvůli pandemii covidu-19 | zrušeno kvůli pandemii covidu-19   |
| 2022 | Bělehrad     | Grant Holloway                   | 7,29 – RHMS                      | Pascal Martinot-Lagarde          | Jarret Eaton                       |
| 2024 | Bělehrad     | Grant Holloway                   | 7,29                             | Lorenzo Simonelli                | Just Kwaou-Mathey                  |
| 2025 | Nanking      | Grant Holloway                   | 7,42                             | Wilhem Belocian                  | Liou Ťün-si                        |

## Ženy
| Rok  | Místo        | Zlato                            | Výkon vítěze                     | Stříbro                          | Bronz                               |
| ---- | ------------ | -------------------------------- | -------------------------------- | -------------------------------- | ----------------------------------- |
| 1985 | Paříž        | Xénia Sisková                    | 8,03                             | Laurence Elloyová                | Anne Piquereauová                   |
| 1987 | Indianapolis | Cornelia Oschkenatová            | 7,82                             | Jordanka Donkovová               | Ginka Zagorčevová                   |
| 1989 | Budapešť     | Jelizaveta Černyšovová           | 7,82                             | Ludmila Narožilenková            | Cornelia Oschkenatová               |
| 1991 | Sevilla      | Ludmila Narožilenková            | 7,88                             | Monique Éwanjé-Épée              | Aliuska Lópezová                    |
| 1993 | Toronto      | Julie Baumannová                 | 7,96                             | LaVonna Martinová                | Patricia Girardová                  |
| 1995 | Barcelona    | Aliuska Lópezová                 | 7,92                             | Olga Šišiginová                  | Brigita Bukovecová                  |
| 1997 | Paříž        | Michelle Freemanová              | 7,82                             | Gillian Russellová               | Cheryl Dickeyová Patricia Girardová |
| 1999 | Maebaši      | Olga Šišiginová                  | 7,86                             | Glory Alozieová                  | Keturah Andersonová                 |
| 2001 | Lisabon      | Anjanette Kirklandová            | 7,85                             | Michelle Freemanová              | Nicole Ramalalanirinaová            |
| 2003 | Birmingham   | Gail Deversová                   | 7,81                             | Glory Alozieová                  | Melissa Morrisonová                 |
| 2004 | Budapešť     | Perdita Felicienová              | 7,75                             | Gail Deversová                   | Linda Khodadinová                   |
| 2006 | Moskva       | Derval O'Rourkeová               | 7,84                             | Glory Alozieová                  | Susanna Kallurová                   |
| 2008 | Valencie     | Lolo Jonesová                    | 7,80                             | Candice Davisová                 | Anay Tejedaová                      |
| 2010 | Dauhá        | Lolo Jonesová                    | 7,72                             | Perdita Felicienová              | Priscilla Schliepová                |
| 2012 | Istanbul     | Sally Pearsonová                 | 7,73                             | Tiffany Porterová                | Alina Talajová                      |
| 2014 | Sopoty       | Nia Aliová                       | 7,80                             | Sally Pearsonová                 | Tiffany Porterová                   |
| 2016 | Portland     | Nia Aliová                       | 7,80                             | Brianna Rollinsová               | Tiffany Porterová                   |
| 2018 | Birmingham   | Kendra Harrisonová               | 7,70                             | Christina Manningová             | Nadine Visserová                    |
| 2020 | Nanking      | zrušeno kvůli pandemii covidu-19 | zrušeno kvůli pandemii covidu-19 | zrušeno kvůli pandemii covidu-19 | zrušeno kvůli pandemii covidu-19    |
| 2022 | Bělehrad     | Cyréna Sambaová-Mayelaová        | 7,78                             | Devynne Charltonová              | Gabbi Cunninghamová                 |
| 2024 | Glasgow      | Devynne Charltonová              | 7,65 – RHMS                      | Cyréna Sambaová-Mayelaová        | Pia Skrzyszowská                    |
| 2025 | Nanking      | Devynne Charltonová              | 7,72                             | Ditaji Kambundjiová              | Ackera Nugentová                    |